# پرنده‌های بزرگ و پرنده‌های کوچک
پرنده‌های بزرگ و پرنده‌های کوچک (به ایتالیایی: Uccellacci e uccellini) یا شاهین‌ها و گنجشک‌ها (به انگلیسی: The Hawks and the Sparrows) فیلمی به کارگردانی پیر پائولو پازولینی محصول ۱۹۶۶ است. این فیلم نئورئالیستی است و به زندگی توتو، دلقک صورت‌سنگی ادبیات عامیانه ایتالیا می‌پردازد.

این فیلم گشت‌و‌گذار آقای میانسال (توتو) و جوانکی است (نی‌نتوداولی) که در طول سفر خود برای گرفتن اجاره به هر جا سرک می‌کشند. این دو بی‌بند‌و‌بار، شوخ و ولنگارند، که حتی اجازه می‌دهند کلاغی با آنان همسفر شود و حتی مرشد آنان باشد. کلاغ را اینطور معرفی می‌کنند:
"نام من سرزمین ایدئولوژی است، من در پایتخت زندگی می‌کنم، در شهر آینده در خیابان کارل مارکس. من از روستای احتیاج می‌آیم، از خیابان گرسنگی شماره 23 در دامنه کوه حماقت که در تمام دنیا به عنوان شهادتگاه بی‌سوادی مقدس شهرت دارد."
از همین جا فیلم روال تازه‌ای می‌یابد. همگام شدن با پرنده، به همخو شدن با پرندگان می‌انجامد. توتو در جذبه‌ی راهبانه که صرف کشف طبیعت می‌شود در حالیکه پوشیده در شاخ و برگ درختی بود او در گرم مکاشفه است به آواز مرغی، پرنده‌وار پاسخ می‌دهد و با دنیای پرندگان ارتباط می‌یابد. با عقابان و گنجشکان به سخن می‌پردازد اما نمی‌تواند عقابان را مانع شود تا گنجشکان را طعمه خود نسازند، این دو از رسوخ در دنیای پرندگان و دگرگون کردن آنان عاجز می‌مانند و حتی کلاغ همسفر خود را در پایان راه می‌کشند.
پازولینی در این فیلم ناتوانی انسان را در برقراری تعالیم اخلاقی بیان می‌کند. این فیلم هجویه‌ای است برای نشان دادن این دنیای ستمگر که در آن حتی دنیای پرندگان هم پاک و بی‌غش نیست. پازولینی که در انجیل متی چهره‌ای پاک و انسانی از حواریون و مردم فقیر ترسیم می‌کند در این فیلم چهره‌ای خشونت‌بار (گرچه گاه در موقعیتی خنده‌آور) از مردمان عادی نشان داده است. جایی توتو و رفیقش برای قضای حاجت به مزرعه‌ای می‌روند دهاتیها برای کتک زدن آنان می‌آیند وقتی که توتو به آنها حمله می‌کند زن روستایی با مسلسل و توپ به جان او می‌افتد این صحنه در کشتن کلاغ نیز با همان شدت این بار از طرف توتو و رفیقش تکرار می‌شود پرندگان بزرگ پرندگان کوچک فیلمی است با لحن گزنده و طنزآمیز آن، پرده از رفتار آدمیان بر می‌دارد.